# Tropický den
Tropický den je meteorologický termín označující den, kdy maximální teplota dosáhne hodnoty 30 °C nebo vyšší.  Jejich počet obvykle roste směrem k rovníku a klesá s nadmořskou výškou.

## Česko
V Česku se v průměru vyskytuje 14 tropických dnů ročně, nicméně země zná jak roky zcela bez tropických dnů (1940), tak i s více než 30 (např. 37 dnů v roce 1994). Ve výškách nad 1000 m n. m. se tropické dny v ČR vyskytují jen vzácně. Průměrně nejvíce tropických dní v Česku zaznámenáváme v průběhu července. Přesto ve 20 % červenců od roku 1971 do roku 2019 se tropické dny nevyskytly vůbec. Nejvíce tropických dnů - celkem 27, bylo zaznamenáno v červenci roku 2006.